# John Nash (arkitekt)

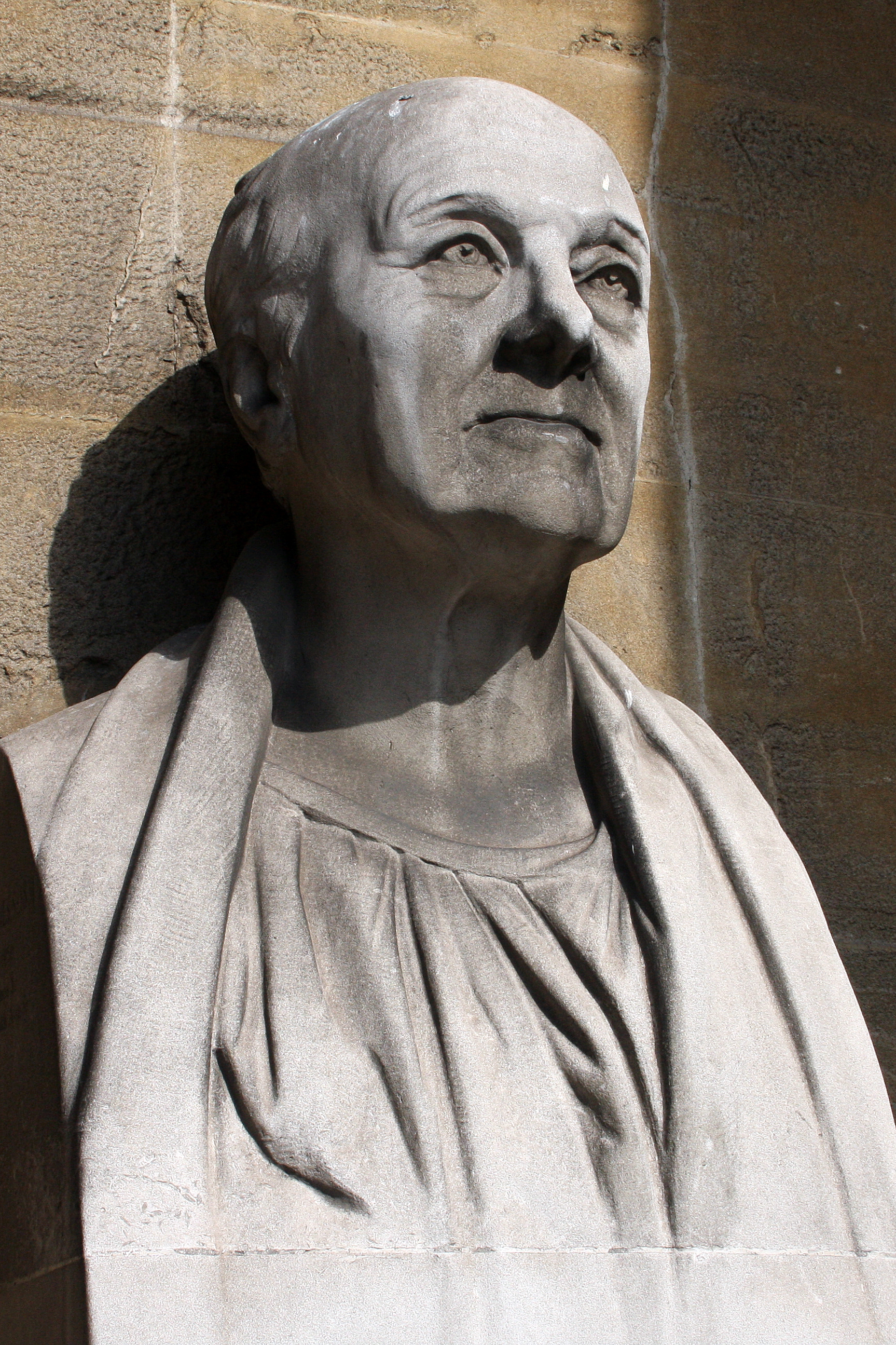
Byst av John Nash vid Church of All Souls i London.

John Nash, född 18 januari 1752 i Lambeth, London, död 13 maj 1835 på East Cowes Castle nära Cowes, Isle of Wight, var en engelsk arkitekt, landskapsarkitekt och stadsplanerare som ligger bakom en stor del av regenttidens London.

## Biografi
Hans far var kvarnbyggare i Lambeth i London och Nash utbildades till arkitekt av Sir Robert Taylor, men hans karriär var från början misslyckad. Han ärvde en stor förmögenhet och han drog sig tillbaka i Wales, men förlorade stora delar av förmögenheten och förklarades bankrutt 1782. Detta tvingade honom att ta upp karriären som arkitekt igen och till en början inriktade han sig på hus på landet, tillsammans med landskapsarkitekten Humphry Repton. 
1792 återvände Nash till London. Kronprinsen (senare kung Georg IV) fick upp ögonen för Nash' arbete och anlitade honom för att utveckla området som då var känt som Marylebone park. Med kronprinsens stöd, och goda råd från Repton, skapade Nash ritningar för området som började byggas från 1818 och framåt och som sträckte sig från St James’s norrut och omfattade Regent's Park och dess granngator, terrasser och halvmåneformer av eleganta privatpalats och villor. Nash slutförde inte alla projekt själv, i några fall lämnades slutförandet till andra arkitekter som James Pennethorne och den unge Decimus Burton.
Nash var även direktör vid Regent's Canal Company som startades 1812 för att skapa en kanalförbindelse mellan västra London och Themsen i öst. Nash ritade kanalen vid Regent's Parks norra del, men liksom med andra projekt lät han en av sina assisterande arkitekter, i detta fall James Morgan stå för utförandet. Den första delen av Regent's Canal öppnade 1816.  
Han fortsatte att arbeta i London, däribland med att omforma Buckingham House till Buckingham Palace (1825-1835), samt Royal Mews och Marble Arch (det var ursprungligen en  triumfbåge som skulle stå vid entrén till Buckingham Palace.) Enligt en vandringssägen skulle den ha varit för trång för de kungliga vagnarna och därför flyttats 1851 till sin nuvarande plats i den västra delen av Oxford Street. Marble Arch flyttades då den fjärde flygeln av Buckingham Palace, ritad av Edward Blore, byggdes. Marble Arch blev ingång till Hyde Park och den stora utställningen. Nash är begraven i St James Church, Cowes.
Andra londonprojekt:
- Trafalgar Square
- St. James's Park[1]
- Haymarket Theatre (1820)
- Church of All Souls, Langham Place (1822-24)[1]
- Chester Terrace (1825)
- Carlton House Terrace (1827-1833)
- Cumberland Terrace (1827)

Utanför London:
- Återuppbyggandet av  Royal Pavilion i Brighton (1815-1822)
- East Cowes Castle på Isle of Wight – hans hem under många år.
- Blaise Hamlet, Bristol
- Grovelands Park, Edmonton, Middlesex
- Llanerchaeron, Ciliau Aeron, Cardiganshire
- Foley House, Haverfordwest, Pembrokeshire
- Cronkhill, nära Shrewsbury, Shropshire. Den första italienska villan i Storbritannien.